# Trap metal
El trap metal (también conocido como hardcore trap o scream rap), es un género musical de fusión, que combina elementos de la música trap y el heavy metal, así como elementos de otros géneros, como 2-step garage, jazz-funk, hardcore punk, metal gótico, música electrónica y psychobilly.
El trap metal se caracteriza por la fusión de los beats oscuros y repetitivos del trap con la agresividad del metal, a menudo incorporando guitarras distorsionadas y voces de tipo screamo o death metal. Algunos aspectos clave incluyen:
• Vocales: Muchos artistas de trap metal usan gritos guturales, screamings o growls mezclados con el rap convencional. El contraste entre el flow melódico y los gritos agresivos es una de las características más distintivas de este subgénero.
• Beats y Producción: Los beats de trap, con su base rítmica pesada y bajo prominente, se complementan con las guitarras eléctricas distorsionadas. A menudo, se encuentran secuencias de batería que recuerdan al drum and bass o incluso al hardcore punk, lo que crea una atmósfera de caos y energía.
• Estética: El trap metal tiene una estética oscura y nihilista. A menudo, se ve influenciado por la cultura del punk, con letras que abordan temas de rebeldía, depresión, desesperación, angustia existencial, violencia y alienación.

## Características
Esta fusión de trap y heavy metal, se influencia del nü metal, hybrid trap, rapcore, metal industrial y, algunas veces, de death metal. Sus características son: bajos pesados, gritos, rapeos, ritmos deprimentes pero a la vez agresivos y, a veces, guitarras eléctricas. Cada artista, deriva un tipo de trap metal, $uicideboy$, por ejemplo, utiliza un estilo más "old school" y de horrorcore. Ghostemane, tiene un estilo más experimental, juntando bases de trap con death metal, black metal, metalcore o, incluso, industrial, sus letras hablan sobre la vida, la muerte, magia negra, satanismo, entre otros.

## Subgéneros y derivaciones

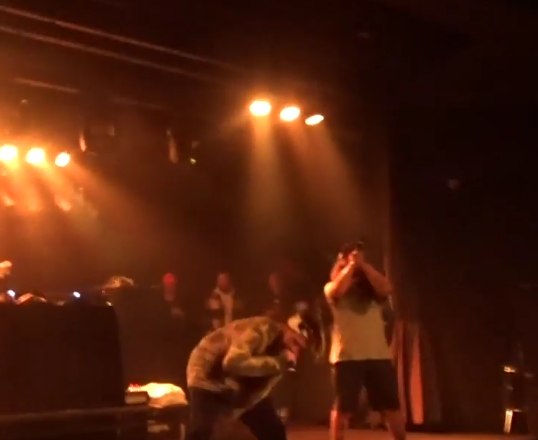
$uicideboy$, un grupo del trap metal

Aunque, el trap metal es considerado un subgénero del trap hard, también ha ayudado en su desarrollo, la única diferencia con el trap hard (aparte de líricamente) es, que el trap hard, solo comparte los potentes bajos en las bases y, a veces, los screams o guturales. También, el trap metal, potenció una cultura más underground llamada dark trap (conocido, a su vez como trap dark, horror trap o death metal trap). Este adopta estética del death metal o del black metal, así como temática en sus letras. En el dark trap, también, es común el sampleo en bandas como Pantera o System of a Down. Dos de los más importantes artistas son Ghostemane y $uicideboy$.

## Exponentes deltrap metal
- Bones (rapero)
- Ghostemane
- $uicideboy$
- Scarlxrd
- XXXTentacion
- Zillakami
- City Morgue
- Ho99o9 (Horror)
- Lil Peep
- Killswitch
- Lil Darkie
- GraveDread
- Sinizter
- Dropout Kings